# 기술
기술(技術)은 과학, 공학, 기능과 관련하여 다양한 뜻으로 쓰인다. 국립국어원의 표준국어대사전은 다음과 같이 정의한다.
1. 과학 이론을 실제로 적용하여 자연의 사물을 인간 생활에 유용하도록 가공하는 수단. (예: 건축 기술)
2. 사물을 잘 다룰 수 있는 방법이나 능력 (예: 운전 기술)

일반적으로 과학이나 산업에서 다루는 '기술'의 의미는 사전의 첫 번째 의미를 말하며, 이는 영어의 테크놀로지에 대응한다. 두 번째 의미는 영어의 'technique' (기법)에 대응한다. 첫 번째 의미를 분명하게 구별하여 가리키고자 할 때는 '과학기술', 또는 '과기'(科技)라는 용어를 쓴다.

## 과학, 공학, 과학기술
과학은 자연의 성질을 연구하는 학문이다. 공학은 물건 등을 만들기 위해 과학적 지식을 응용하는 연구 학문이다. 과학기술은  사람의 필요에 따라 기계, 재료, 도구 등을 개발하고 사용하는 과정 등에 대한 일련의 지식 체계나 학문을 의미한다.

## 산업과 과학기술
과학기술의 발달은 각종 산업 발달의 토대가 된다.  18세기 이전에는 기술(technique)은 과학의 도움보다도, 장인들의 경험에 의하여 느릿느릿 진화했다. 급격한 과학기술의 발달을 기술혁신이라고 하며 기술혁신은 산업 구조의 변화를 가져오는 원인이 되기도 한다. 증기기관의 발명으로 대량생산을 가능하게 된 결과 산업혁명이 촉발된 것이 대표적인 사례이다. 최근 들어 급격한 정보화의 진행으로 정보 통신 산업이 크게 발달하고 있으며 통신, 인터넷 등을 주요 과학기술로 취급한다.

## 경제와 과학기술
경제학에서는 세계자본주의의 구조와 과학기술의 관계를 연구하며 다음과 같은 개념을 중요하게 다룬다.
- 적정 과학기술(Appropriate technology)
- 중간 과학기술(Intermediate technology)
- 과학기술 전략(Strategy of technology)
- 과학기술자본주의(Technocapitalism)
- 과학기술 특성(Technological singularity)
- 과학기술 수용 모델(Technology acceptance model)
- 과학기술의 라이프사이클(Technology lifecycle)
- 과학기술 전파(Technology transfer)

## 사회와 과학기술
과학기술의 발달은 인간의 생활과 환경에 많은 변화를 가져왔으며 이는 사회에 긍정적으로, 또 부정적으로 영향을 미쳤다. 현대 철학과 사회학, 생태학, 정치학, 환경운동 등에서는 기술에 의한 여러 영향을 다루고 있다. 아래는 과학기술과 관련된 주요 이념이나 논점이다.
- 포스트휴머니즘(Posthumanism)
- 트랜스휴머니즘(Transhumanism)
- 사전예방원칙 (Precautionary principle): 리우 선언

## 철학과 과학기술
철학이란, 대상을 다시 한번 더 문제삼아 되돌아 보는 '반성적 사고'를 이른다.
기술은 본래, '어떠한 목적을 위한 도구'에 지나지 않았다. 그러나 19세기, 산업화와 함께 기술(technique)과 과학이 결합함으로써 과학기술(technology)이 급속도로 발전하기 시작했고, 엄청난 속도로 발전하는 과학기술에 대해 사람들은 우려를 나타내기 시작했다. 이러한 목소리가 모여 기술에 대한 회의적 시각을 형성하였으며, 이는 유럽에서 시작되었다. 1970년대 드디어 기술철학회가 창립되었고, 과학기술에 대한 반성적 사고( 기술철학 )가 철학의 분과 학문으로 독립되었다.

## 법학과 기술
대한민국의 경우, 기술의 이전 및 사업화 촉진에 관한 법률에서 기술에 관하여 정의하고 있다.  이에 따르면 기술이란 「특허법」 등 관련 법률에 따라 등록 또는 출원(出願)된 특허, 실용신안(實用新案), 디자인, 반도체집적회로의 배치설계 및 소프트웨어 등 지식재산, 이들이 집적된 자본재, 또한 이에 관한 정보,  이전 및 사업화가 가능한 기술적ㆍ과학적 또는 산업적 노하우를 말한다.

## 같이 보기
- 셰리 터클(영어판) - MIT 교수겸 기술발전과 인간관계의 변화 연구가
- 테크놀로지